# Боби Ригс
Робърт Ларимор „Боби“ Ригс (на английски: Robert Larimore „Bobby“ Riggs) е американски тенисист, № 1 в световната ранглиста по тенис за мъже най-напред като аматьор през 1941 г., а впоследствие и като професионалист през 1946 и 1947 г.
Ригс е двукратен победител на сингъл на Откритото първенство на САЩ от 1939 и 1941 г. и шампион на Уимбълдън от 1939 г.
През 1973 г. участва в двубой, наречен от медиите „Битката на половете“ („Battle of the Sexes“), където претърпява загуба от Били Джийн Кинг с резултат 4-6, 3-6, 3-6 пред погледите на 40 милиона зрители, срещата е предавана пряко по националните телевизии в САЩ.
Умира на 77-годишна възраст от рак на простатата.
През 1967 г. е включен в Международната тенис зала на славата.

## Кариерна статистика

#### Титли отГолям шлем(3)
| година | турнир    | съперник       | резултат                          |
| ------ | --------- | -------------- | --------------------------------- |
| 1939   | Уимбълдън | Елууд Кук      | 2 - 6, 8 - 6, 3 - 6, 6 - 3, 6 - 2 |
| 1939   | ОП САЩ    | Уелби ван Хорн | 6 - 4, 6 - 2, 6 - 4               |
| 1941   | ОП САЩ    | Франк Ковач    | 5 - 7, 6 - 1, 6 - 3, 6 - 3        |

#### Финали на турнири отГолям шлем(1)
| година | турнир      | съперник   | резултат                          |
| ------ | ----------- | ---------- | --------------------------------- |
| 1939   | Ролан Гарос | Дон Макнил | 7 - 5, 6 - 0, 6 - 3               |
| 1940   | ОП САЩ      | Дон Макнил | 4 - 6, 6 - 8, 6 - 3, 6 - 3, 7 - 5 |

#### Титли на двойки в турнири от Големия шлем (1)
| година | турнир    | партньор  | съперник              | резултат                   |
| ------ | --------- | --------- | --------------------- | -------------------------- |
| 1939   | Уимбълдън | Елууд Кук | Чарлз Хеър Франк Уилд | 6 - 3, 3 - 6, 6 - 3, 9 - 7 |

#### Титли на смесени двойки в турнири от Големия шлем (2)
| година | турнир    | партньор    | съперник                  | резултат     |
| ------ | --------- | ----------- | ------------------------- | ------------ |
| 1939   | Уимбълдън | Алис Марбъл | Нанси Браун Франк Уилд    | 9 - 7, 6 - 1 |
| 1940   | ОП САЩ    | Алис Марбъл | Дороти Бънди Джак Креймър | 9 - 7, 6 - 1 |

#### Финали на смесени двойки в турнири от Големия шлем (1)
| година | турнир | партньор  | съперник                     | резултат            |
| ------ | ------ | --------- | ---------------------------- | ------------------- |
| 1941   | ОП САЩ | Полин Бец | Сара Палфри Кук Джак Креймър | 6 - 4, 4 - 6, 4 - 6 |